# Csík (heraldika)
A csík félszélességű pólya, mely a pajzs magasságának 1/6-át, mások szerint 1/7-ét, ismét mások szerint 1/8-át  teszi ki.
A francia és angol heraldikában a csík a pajzs magasságának 1/5-ét teszi ki és nem a pólya diminutívája, hanem önálló mesteralak, ahol magának a csíknak is vannak diminutívái, mégpedig a szalag (en: closet), mely a csík szélességének fele (azaz a pajzs egytizede), és a zsinór (fr: burèle, en: barrulet, barrelet, bracelet), mely a csík szélességének negyede (azaz a pajzs tizenkettede) és sohasem fordul elő magában. A modern francia heraldikában a csík elnevezése fasce en divise, ami azt fejezi ki, hogy félszélességű pólyáról van szó.
Névváltozatok:

sáv (Gömbös 102.), léc (Benke 425.), szalag (Nagy Iván I. 80.), hullámos szalag [hullámos csík] (Nagy Iván I. 62.), csík (Mika, 1893), csik (fascia) (Nagy Iván II. 260., II. 224.), csikolat (fascia) (Nagy Iván III. 39., 40., V. 64.), fekmentes csikolat (Nagy Iván III. 66.), öv (fascia) (Nagy Iván II. 282.)
fr: fasce en divise, brurèle, en: bar, barulet, bar and a-half, de: Leiste, Stabbalken, la: fasciola
Rövidítések:
Általában mind a két vége érintkezik a pajzs szélével. Ha egyik végén sem érinti a pajzsot, a csík lebegő. Nemcsak egyenes, hanem mindenféle görbe és szögletes vonalakkal meg lehet rajzolva. (Lásd erre az osztóvonal címszót.) A megkülönböztető jegyei szerint a csík lehet lékelt, egyik végén hegyes, stb. Helyzete szerint alsócsík (a pólyahely alatti) vagy felsőcsík (a pólyahely fölötti) (bár ez nem mindig ilyen egyértelmű) stb.
Két csík ikercsíknak nevezhető. A francia és angol heraldikában azonban két csíkot, mely között (nagyjából egy csíknyi) szabad tér van, kettőscsíknak (en: bar-gemel, bar-gemelle) nevezik. Ezek tehát olyan csíkok, melyek közt üres tér van vagy olyan szalagok, melyek több csoportban vannak a pajzsban elhelyezve. A kettőscsík neve a latin gemellus 'dupla', francia jumelles elnevezésből ered. A régi heraldikusok a gemelle kifejezést a kettőscsíkra használták. Két kettőscsík azonban nehezen megkülönböztethető négy csíktól, három kettőscsík hat csíktól és négy kettőscsík nyolc csíktól. Ezért az angol heraldikában a páratlan számú csíkra a zsinór (en: barrulet) kifejezést használják. Palliot a csíkokat tréfásan az immolés kifejezéssel jellemezte.
A csík a szélessége miatt csak négyszer fordulhat elő a pajzsban. Ennél több csík esetén az arányok változnak. Ha három vagy négy csík van a pajzsban, az arányos megjelenés érdekében valamivel keskenyebbre szokták rajzolni, mint a pajzsmagasság egyötöde.
Az angol heraldikában az olyan elrendezésre, amikor a címerábrák két vagy több sorban vannak elhelyezve a csíkozott vagy csíkosan (en: in bar, barwise) kifejezést használják, a pólyázott vagy pólyásan (en: in fesse) helyett, melyet csak akkor használnak, ha a címerábra a pólyahelyen egy sorban szerepel.
A szalag szélessége miatt egy pajzsban legfeljebb kilencszer fordulhat elő. Ennél nagyobb számú szalag esetén az arányok módosulnak. Több szalag esetén a pajzsot az angol heraldikában néha szalagozottnak (en: closetty) is nevezik a csíkozott (en: barry) helyett, noha ez bármilyen páros számú csík esetén alkalmazható.
Több zsinór esetén a pajzsot a francia és angol heraldikában néha zsinórozottnak (fr: burellé, r. fr: burlé, en: barruly, barruletty) is nevezik, ami a mezőnek tízszeres vagy ennél többszörös vízszintes tagolását jelenti.

## Alaptípusok

Csík (a pajzsmagasság 1/6-e, azaz az 1/3-os pólya fele)
Csík (a pajzsmagasság 1/7-e, azaz a 2/7-es pólya fele)
Fonál (a pajzsmagasság 1/12-e, azaz félszélességű csík)
Zsinór (de: Leistenstab)

## Megkülönböztető jegyek

### Szám

Ikerpólya (ez a kétmázú alapok közé is besorolható). Az ikerpólya és a nagyobb számú pólyáknál nem szükséges feltétel, hogy a pajzs magasságának 1/3-át vagy 2/7-ét tegyék ki.
Három ezüst pólya (ez is besorolható a kétmázú alapok közé)
Hermelin alapon három vörös pólya
Három csík (fr: la tierce de gueules en fasce)
Három kettősfonál (fr: trois jumelles)